# 최재구 (1969년)
최재구(崔載求, 1969년 5월 10일~)는 대한민국의 정치인이다. 제45대 충청남도 예산군수이다.

## 학력
- 예산중앙국민학교(졸업)
- 예산중학교(졸업)
- 천안북일고등학교(졸업)
- 충남대학교(축산학 학사)
- 공주대학교(축산학 석사)

## 경력
- 1996 : 조종석 국회의원 비서관
- 2007 : 이명박 한나라당 대선후보 예산, 홍성 선거대책위원회 상황실장
- 2012 : 박근혜 새누리당 대선후보 예산, 홍성 선거대책위원회 상황실장
- 2017 : 홍준표 자유한국당 대선후보 예산, 홍성 선거대책위원회 상황실장
- 2021.06~ : 한국농어촌공사 충남지역본부 농어촌발전자문위원
- 2021.09~ : 민주평화통일자문회의 자문위원
- 2021.09 : 국민의힘 충남도당 전략기획위원회 위원장 상황실장
- 2021.10~ : 예산군 자치분권협의회 위원
- 국민의힘 예산·홍성 당협위원회 사무국장
- 국회 홍문표 의원실 보좌관
- 2022 : 윤석열 국민의힘 대선후보 예산, 홍성 선거대책위원회 위원
- 2022.07~ : 제45대 민선 8기 충청남도 예산군수
- 2022.07~ : 충남시장·군수협의회 사무총장

## 전과
- 도로교통법위반(음주운전): 벌금 1,000,000원 - 2001년 5월 29일 선고[1]
- 사기, 횡령: 벌금 2,000,000원 - 2005년 3월 25일 선고[1]

## 역대 선거 결과
| 실시년도 | 선거      | 대수 | 직책 | 선거구      | 정당     | 득표수   | 득표율          | 순위 | 당락 | 비고           |
| -------- | --------- | ---- | ---- | ----------- | -------- | -------- | --------------- | ---- | ---- | -------------- |
| 2022년   | 지방 선거 | 45대 | 군수 | 충남 예산군 | 국민의힘 | 22,147표 | \| \| 58.96% \| | 1위  |      | 초선, 민선 8기 |
|          | 58.96%    |      |      |             |          |          |                 |      |      |                |